# Gareth MacHale
Gareth MacHale (ur. 12 sierpnia 1980) – irlandzki kierowca rajdowy. Wielokrotny uczestnik i zdobywca punktów w Rajdowych Mistrzostwach Świata.
W 2006 roku MacHale zadebiutował w Rajdowych Mistrzostwach Świata. Pilotowany przez Paula Nagle'a i jadący Fordem Focusem WRC zajął wówczas 16. miejsce w Rajdzie Monte Carlo. Już w swoim drugim starcie w Mistrzostwach Świata, w Rajdzie Meksyku,  zajął 6. pozycję (najwyższą w karierze) i zdobył 3 punkty do klasyfikacji generalnej MŚ. Z kolei w 2007 roku zaliczył 6 startów w Mistrzostwach Świata. Punktował jedynie w Rajdzie Irlandii, w którym zajął 8. pozycję.
MacHale startował również w rajdach Mistrzostw Europy oraz Mistrzostw Wielkiej Brytanii. Ma za sobą starty samochodami Peugeot 206 XSi, Toyota Corolla WRC i Ford Focus WRC.

## Występy w mistrzostwach świata
| Sezon | Zespół         | Samochód       | 1  | 2        | 3        | 4          | 5         | 6         | 7      | 8      | 9         | 10        | 11        | 12              | 13      | 14        | 15            | 16              | Punkty | Miejsce |
| ----- | -------------- | -------------- | -- | -------- | -------- | ---------- | --------- | --------- | ------ | ------ | --------- | --------- | --------- | --------------- | ------- | --------- | ------------- | --------------- | ------ | ------- |
| 2006  | Gareth MacHale | Ford Focus WRC | 16 | Szwecja  | 6        | NU         | Francja   | 11        | 11     | Grecja | 10        | NU        | Japonia   | Cypr            | Turcja  | Australia | Nowa Zelandia | NU              | 3      | 21.     |
| 2007  | Gareth MacHale | Ford Focus WRC | 11 | Szwecja  | Norwegia | NU         | 13        | Argentyna | NU     | Grecja | Finlandia | Niemcy    | 17        | Hiszpania       | Francja | Japonia   | 8             | Wielka Brytania | 1      | 21.     |
| 2009  | Gareth MacHale | Ford Focus WRC | NU | Norwegia | Cypr     | Portugalia | Argentyna | Włochy    | Grecja | Polska | Finlandia | Australia | Hiszpania | Wielka Brytania |         |           |               |                 | 0      | -       |